# اوست-سوربورگ
اوست-سوربورگ (به هلندی: Oost-Souburg) یک منطقهٔ مسکونی در هلند است که در فلیسینگن واقع شده‌است. اوست-سوربورگ ۳٫۳۵ کیلومتر مربع مساحت و ۱۰٬۴۸۰ نفر جمعیت دارد.